# إدوين إدواردز
إدوين إدواردز (بالإنجليزية: Edwin Edwards)‏ هو سياسي نيوزلندي، ولد في 5 أبريل 1862، وتوفي في 31 مايو 1909.